# Michelle Lujan Grisham
Michelle Lujan Grisham   (Los Alamos, 24 d'octubre de 1959) és una advocada i política estatunidenca que ocupa el càrrec de 23è governador de Nou Mèxic des del 2019. És membre del Partit Demòcrata i anteriorment havia sigut representant pel 1r districte congressual de Nou Mèxic del 2013 al 2018. El 6 de novembre de 2018 va ser la primera dona demòcrata elegida governadora de Nou Mèxic, així com la primera dona hispànica en ser elegida governadora en la història dels Estats Units.
Lujan Grisham va ser secretària de salut de Nou Mèxic del 2004 al 2007 així com comissionària del comtat de Bernalillo del 2010 al 2012. Va ser elegida a la Cambra de Representants dels Estats Units el 2012, després de derrotar Janice Arnold-Jones. El 2016 va ser elegida presidenta del caucus congressional hispànic. Va guanyar la nominació demòcrata a governadora de Nou Mèxic el 2018 i va derrotar el republicà Steve Pearce el 6 de novembre de 2018.

## Infantesa i formació
Va néixer a Los Alamos (Nou Mèxic) i es va criar a Santa Fe (Nou Mèxic). El seu pare, Llewellyn "Buddy" Lujan, va ser dentista fins als vuitanta anys i va morir el març de 2011. La seva mare Sonja era mestressa de casa. La seva germana Kimberly va ser diagnosticada amb un tumor cerebral als dos anys i va morir als 21 anys.
Lujan Grisham diu que els seus ancestres han habitat Nou Mèxic durant 12 generacions. És part de la prominent família política Lujan a Nou Mèxic, on molts dels seus membres han ocupat càrrecs electes i nomenats al govern.
Es va graduar en un institut de Santa Fe. Es va graduar de la Universitat de Nou Mèxic el 1981, on va ser membre de la sororitat Delta Delta Delta. L'any següent es va casar amb Gregory Alan Grisham. El 1987 va obtenir un Juris Doctor de la mateixa universitat.

## Inicis polítics
Va ser directora del departament de serveis de l'envelliment i de llarg temini de Nou Mèxic sota els governs de Bruce King, Gary Johnson i Bill Richardson. Durant el mandat de Richardson va ser promocionada a membre del govern estatal. El 2004 va ser nomenada secretària de salut de Nou Mèxic, posició que ocupà fins al 2007.
Va ser elegida comissionària del comtat de Bernalillo del 2010 al 2012.

## Cambra de Representants dels Estats Units

### Eleccions
2008
Va dimitir de secretària de salut per tal de presentar-se a les eleccions a la Cambra de Representants dels Estats Units a les eleccions de 2008 però perdré les primàries demòcrates contra Martin Heinrich, que guanyà un 44% dels vots. La secretària d'Estat de Nou Mèxic, Rebecca Vigil-Giron, va quedar segona amb un 25% dels sufragis, un punt més que Lujan Grisham, que quedà tercera.
2012
Va tornar a presentar-se a la nominació demòcrata a la Cambra el 2012 després que Heinrich decidís presentar-se al Senat dels Estats Units. Va guanyar la nominació derrotant Marty Chavez i Eric Griego. A les eleccions general del novembre derrotà Janic Arnold-Jones, ex-membre de la Cambra de Representants de Nou Mèxic, amb un 59% dels vots contra el 41% de la seva rival.
2014
Lujan Grisham va derrotar el republicà Mike Frese a les eleccions de 2014, 59% a 41%.
2016
El 2016 va vèncer el republicà Richard Priem, rebent 179.380 vots (65,1%) contra els 96.061 (34,9%) de Priem.

### Mandat
Lujan Grisham va prendre possessió del càrrec el 3 de gener de 2013. El 2016 va ser un dels nou membres del Congrés en anar de viatge a Bakú que després es descobrí que havia estat finançat secretament pel govern de l'Azerbaidjan; va haver de tornar regals que havia rebut després d'una investigació ètica. Tant l'Oficina d'Ètica Congressional com el Comitè d'Ètica de la Cambra van concloure que els legisladors i els seus ajudants no tenien cap manera de saber que el viatja havia estat finançat de manera inapropiada.
Aquell mateix any va ser elegida presidenta del caucus congressional hispànic. Va dimitir del càrrec el 31 de desembre de 2018 per ocupar el càrrec de governadora de Nou Mèxic l'endemà.

## Governadora de Nou Mèxic

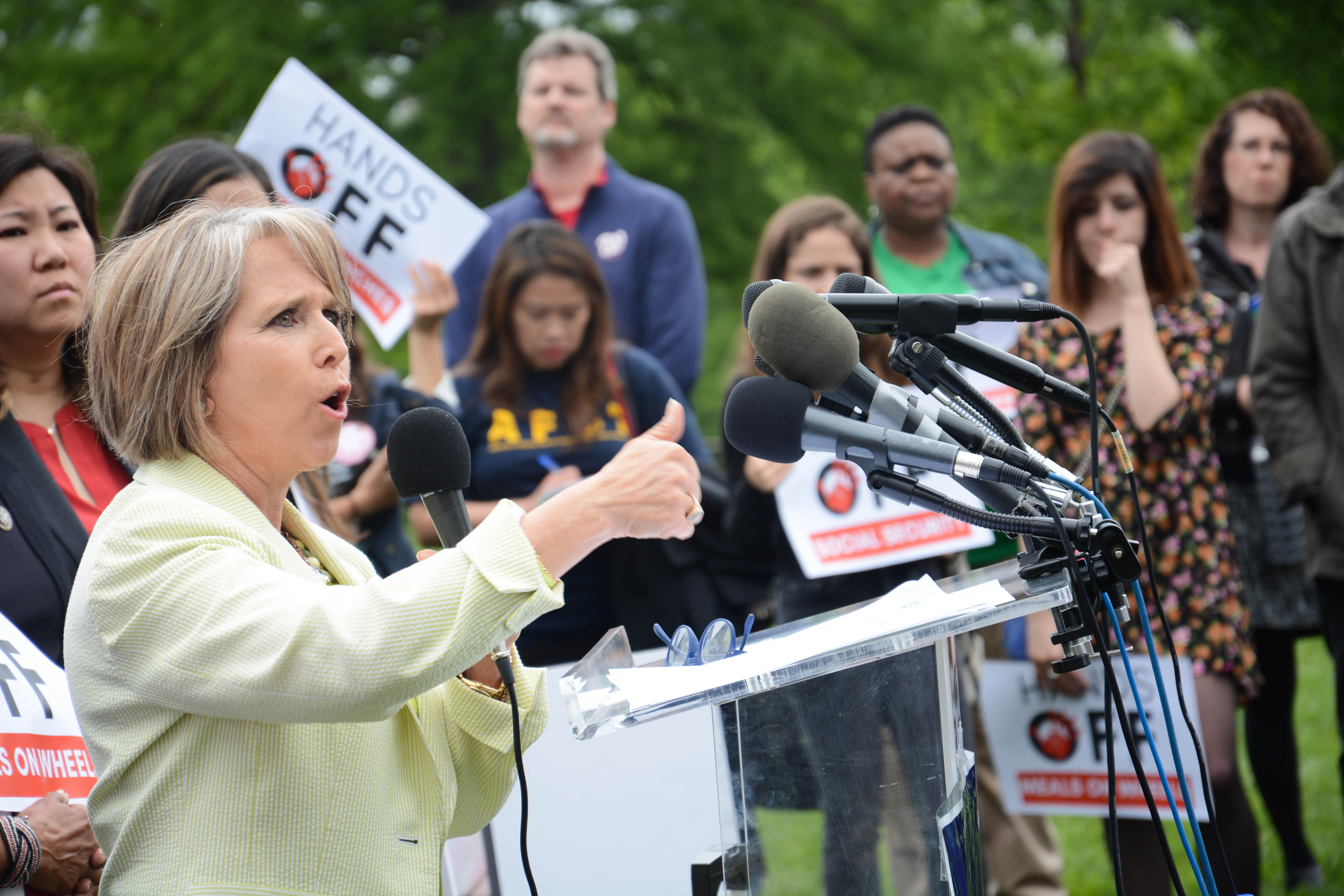
Michelle Lujan Grisham parlant en un míting el maig de 2017.

### Eleccions
El 13 de desembre de 2016, una setmana després que Tom Udall anunciés que no es presentaria a governador de Nou Mèxic, Lujan Grisham esdevingué la primera a anunciar la candidatura per succeir Susana Martinez, que no s'hi podia tornar a presentar a causa del límit de mandats. El 5 de juny de 2018 va guanyar les primàries demòcrates. El 6 de novembre va ser elegida governadora després de derrotar el representant republicà Steven Pearce. Va guanyar un 56,9% dels vots contra el 43,1% de Pearce.

### Mandat
Va prendre possessió del càrrec el 1r de gener de 2019. El setembre de 2019 va anunciar un pla perquè les universitats públiques de Nou Mèxic tinguessin la matrícula gratuïta.

## Vida personal
El seu marit Gregory va morir d'un aneurisma cerebral el 2004. La parella tenia dues filles. Lujan Grisham va denunciar el metge del seu marit però retirà la demanda.